# Rolando Bianchi
Rolando Bianchi (Lovere, provincia de Bérgamo, Italia, 15 de febrero de 1983) es un exfutbolista italiano. Jugaba de delantero y su último equipo fue el Pro Vercelli de la Serie C de Italia.

## Selección nacional
Ha sido internacional con la selección de fútbol de Italia en las categorías sub-17, sub-20 y sub-21.

### Participaciones en Eurocopas
| Eurocopa                | Sede     | Resultado    |
| ----------------------- | -------- | ------------ |
| Eurocopa Sub-21 de 2006 | Portugal | Primera fase |

## Clubes
| Club              | País       | Año         |
| ----------------- | ---------- | ----------- |
| Atalanta B. C.    | Italia     | 2000 - 2004 |
| Cagliari Calcio   | Italia     | 2004 - 2005 |
| Reggina Calcio    | Italia     | 2005 - 2007 |
| Manchester City   | Inglaterra | 2007 - 2008 |
| S. S. Lazio       | Italia     | 2008        |
| Torino F. C.      | Italia     | 2008 - 2013 |
| Bologna F. C.     | Italia     | 2013 - 2014 |
| Atalanta B. C.    | Italia     | 2014 - 2015 |
| R. C. D. Mallorca | España     | 2015        |
| Perugia Calcio    | Italia     | 2016 - 2017 |
| Pro Vercelli      | Italia     | 2017 - 2018 |